# Aglia cuspidata
Aglia cuspidata är en fjärilsart som beskrevs av Linstow. 1913. Aglia cuspidata ingår i släktet Aglia och familjen påfågelsspinnare. Inga underarter finns listade i Catalogue of Life.